# كيمياء نسيجية مناعية

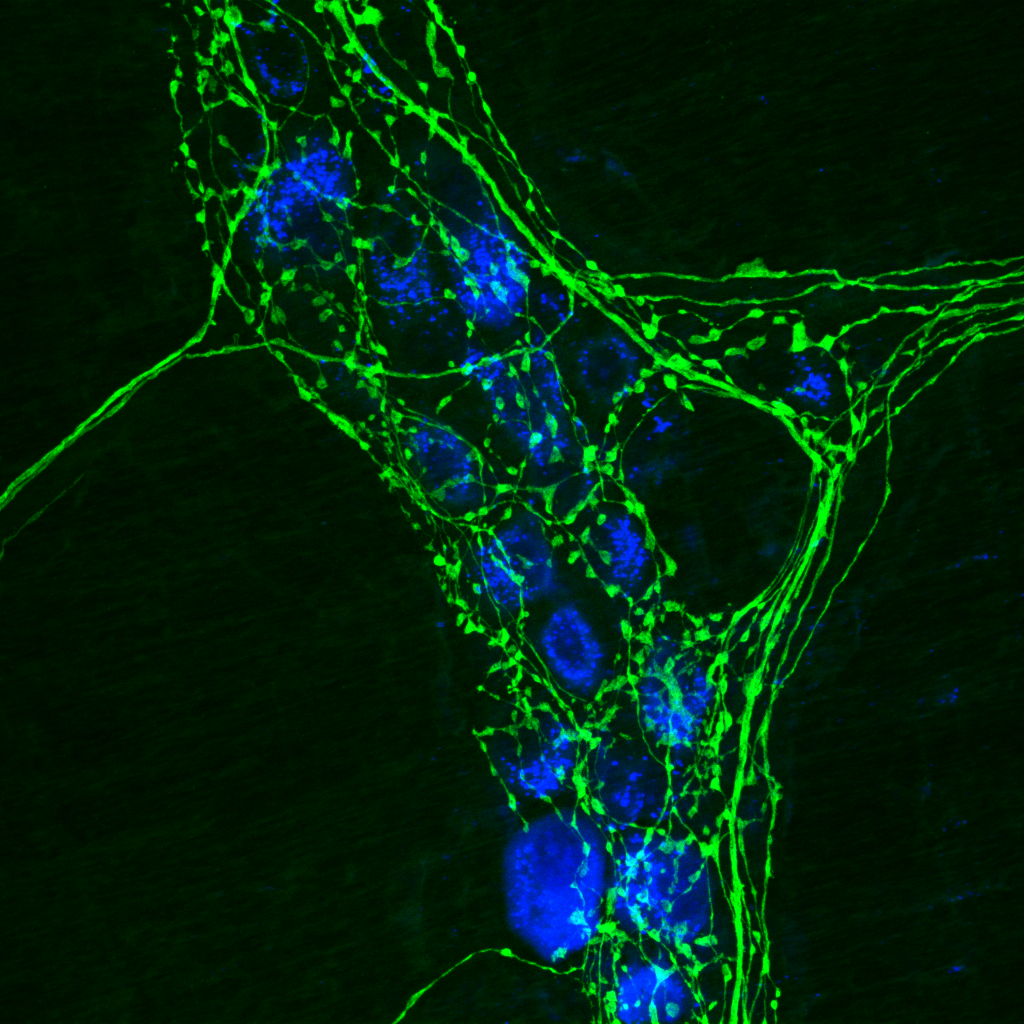
محاور عصبية في عقدة عصبية لفأر، مرئية بواسطة التألق المناعي.

الكيمياء النسيجية المناعية (بالإنجليزية: Immunohistochemistry)‏ هي تقنية مخبرية لتحديد مكان البروتينات عن طريق تصوير انتقائي لمولدات الضد في خلايا قطعة نسيج حيوي باستغلال مبدأ ارتباط الأجسام المضادة بمولدات الضد. كلمة المناعية في اسم هذه التقنية تشير إلى الأجسام المضادة والكلمة نسيجية إشارة إلى النسيج الحيوي وذلك لتمييزها عن تقنية الكيمياء الخلوية المناعية. ألبرت كوونز هو أول من صاغ هذه الطريقة وقام باستخدامها سنة 1941.
يستخدم التلوين بالكيمياء النسيجية المناعية بشكل واسع في تشخيص الخلايا غير الطبيعية كتلك الموجودة في الأورام السرطانية. بعض الواسمات الجزيئية المحدَّدَة هي ميزات لبعض الأحداث الخلوية الخاصة كتكاثر أو موت الخلية. تسخدم الكيمياء النسيجية المناعية كذلك بشكل واسع في البحوث الأساسية لفهم توزُّع ومكان الواسمات الحيوية والتعبير المتغاير للبروتينات في أجزاء مختلفة من النسيج الحيوي.
يمكن تصوير تآثر جسم مضاد-مولد الضد بطرق عديدة، في الحالة الأكثر شيوعا يتم إرفاق الجسم المضاد بإنزيم مثل البيروكسيداز والذي يمكنه تحفيز تفاعل منتج للألوان. في طريقة أخرى يتم إرفاق الجسم المضاد بجسم مفلور مثل الفلوريسئين أو الرودامين (طالع تألق مناعي).

## تحضير العينة
تحضير العينة بالطريقة المناسبة ضروري للحفاظ على مورفولوجيا الخلية، وبنية الأنسجة، واستضداد الحواتم المستهدفة. لذا يجب جمع الأنسجة وتثبيتها وتقطيعها على نحو ملائم. يُستخدم غالبًا محلول بارافورمالدهيد لتثبيت الأنسجة، ويمكن استخدام طرق أخرى.

### تحضير المقاطع النسيجية
بعد تحضير الأنسجة يمكن تقطيعها أو استخدامها بالكامل، تبعًا للغرض من التجربة والنسيج المدروس. قبل التقطيع، يمكن أن تغمر العينة النسيجية في وسط معين، مثل شمع البارافين أو الأوساط المبرِدة. يمكن الحصول على المقاطع النسيجية باستخدام مجموعة متنوعة من الأدوات، الأكثر استخدامًا بينها المشراح، وناظم البرد، والمشراح ذو النصل المهتز. تقسم العينات عادة في هيئة مقاطع تتراوح سماكتها بين 3 و5 ميكرومتر. توضع المقاطع بعد ذلك على شرائح، وتجفف باستخدام غسولات كحولية ذات تراكيز متزايدة (على سبيل المثال  50%، 75%، 90%، 95%، 100%)، وتُمسح باستخدام مادة منظفة مثل الزيلين ثم تُصور تحت المجهر.
اعتمادًا على طريقة تثبيت الأنسجة وحفظها، ربما تحتاج العينة إلى خطوات إضافية لتصبح الحواتم متاحة للارتباط بالأجسام المضادة، بما في ذلك نزع البارافين واسترداد المستضد. بالنسبة للأنسجة المثبتة بالفورامالين  والمغمورة في وسط البارافين، غالبًا ما يكون استرداد المستضد أمرًا ضروريًا، ويتضمن معالجة مسبقة للمقاطع النسيجية بالحرارة أو البروتياز. تؤثر هذه الخطوات في تلون الأنسجة أو عدم تلونها.

### الحد من التلون المناعي غير النوعي
تبعًا لنوع الأنسجة وطريقة الكشف عن المستضد، ربما يلزم حصر أو إخماد البيوتين الداخلي أو الإنزيمات الداخلية، على التتالي، قبل التلوين باستخدام الجسم المضاد. على الرغم من أن الأجسام المضادة تُظهر رغابة تفضيلية نحو الحواتم النوعية، يمكن أن ترتبط جزئيًا أو بشكل ضعيف بالمواقع الموجودة على بروتينات غير نوعية (تسمى أيضًا المواقع التفاعلية) التي تشبه مواقع الربط المعروفة على المستضد المستهدف. يسبب التلوين غير النوعي اصطباغ خلفية المحضر النسيجي بصورة كبيرة، ما يعيق الكشف عن المستضد المستهدف. للحد من تلون الخلفية في الكيمياء النسيجية المناعية والكيمياء الخلوية المناعية وطرق التلوين المناعي الأخرى، تُحتضن العينات بعد إضافة مادة واقية تحصر المواقع التفاعلية التي يمكن أن ترتبط بها الأجسام المضادة الأولية والثانوية. تشمل الواقيات الشائعة المصل الطبيعي والحليب الجاف خالي الدسم وألبومين المصل البقري والجيلاتين. تتوفر الواقيات التجارية ذات التراكيب المسجلة تجاريًا وتكون أكثر كفاءةً. تتضمن طرق التخلص من تلون الخلفية تخفيف الأجسام المضادة الأولية أو الثانوية، وتغيير وقت أو درجة حرارة الاحتضان، واستخدام نظام كشف مختلف أو جسم مضاد أولي مختلف. يجب أن تُستخدم أنسجة معروفة التعبير عن المستضد لتكون عنصر تحكم إيجابي وأنسجة معروفة بعدم التعبير عن المستضد لتكون ضوابط سلبية، ويجب اختبار النسيج المدروس بنفس الطريقة دون إضافة الجسم المضاد الأولي (والأفضل، امتصاص الجسم المضاد الأولي) وذلك في سياق مراقبة الجودة.

## وسم العينة

### أنواع الأجسام المضادة
يمكن أن تكون الأجسام المضادة المستخدمة للكشف النوعي متعددة النسيلة أو وحيدة النسيلة. تصنع الأجسام المضادة متعددة النسيلة عبر حقن الحيوانات بالبروتين المدروس، أو جزء ببتيدي، وبعد تحفيز الاستجابة المناعية الثانوية، تُعزل الأجسام المضادة من المصل الكامل. لذا فإن الأجسام المضادة متعددة النسيلة هي مزيج غير متجانس من الأجسام المضادة قادرة على التعرف على حواتم متعددة. تصنع الأجسام المضادة وحيدة النسيلة من خلال حقن الحيوان ثم أخذ عينة محددة من الأنسجة المناعية، وعزل الخلية الأم، واستخدام الخط الخالد الناتج لتشكيل الأجسام المضادة. ينتج عن ذلك أجسام مضادة نوعية لحاتمة واحدة.
في استراتيجيات الكشف الكيميائي النسيجي المناعي، تصنف الأجسام المضادة في فئتين: كواشف أولية وكواشف ثانوية. تُوجَه الأجسام المضادة الأولية ضد المستضد المدروس وعادة ما تكون غير مقترنة (غير موسومة)، ثم توجه الأجسام المضادة الثانوية ضد الغلوبولين المناعي  للأجسام المضادة الأولية. عادة ما يكون الجسم المضاد الثانوي مقترنًا بجزيء رابط ، كالبيوتين، الذي يربط بعد ذلك جزيئات مراسِلة، أو يرتبط الجسم المضاد الثانوي بجزيء مراسِل مباشرة.